# Vipperow
Vipperow [fipəʁoː] ist ein Ortsteil der Gemeinde Südmüritz im Süden des Landkreises Mecklenburgische Seenplatte in Mecklenburg-Vorpommern. Zu Vipperow gehört das etwa 3 km entfernte Gut  Solzow im Nordwesten.

## Geografie

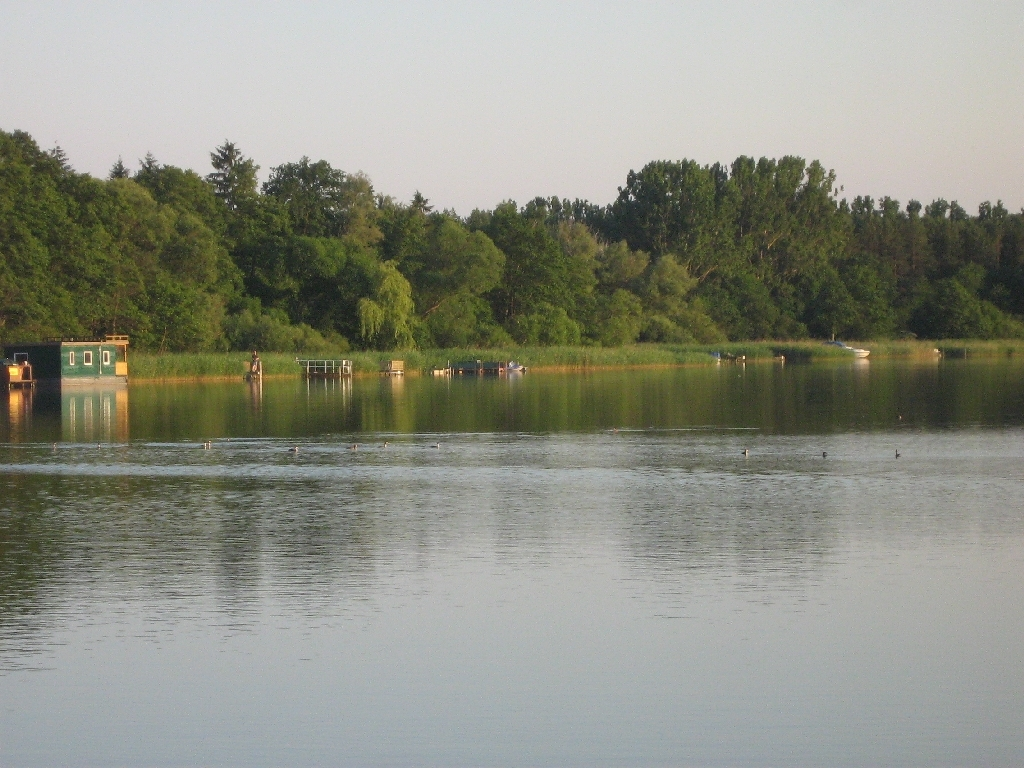
Müritzarm bei Vipperow

Das Dorf Vipperow in der Mecklenburgischen Seenplatte liegt am Südzipfel der Müritz, genauer am Eintritt der Elde (in Verlängerung des Müritzarms) in die Kleine Müritz. Vom Vipperow gegenüberliegenden Ufer der Kleinen Müritz zweigt der Kanal nach Mirow ab, er ist Teil der Müritz-Havel-Wasserstraße. Das leicht hügelige Gelände westlich von Vipperow erreicht 79 m ü. NN. Die Stadt Röbel/Müritz ist etwa acht Kilometer entfernt, Priborn zirka drei Kilometer und Mirow etwa zehn Kilometer.

## Geschichte
1178 taucht Vipperow erstmals in einer Urkunde auf, in der das Bistum Schwerin von Papst Alexander III. bestätigt wurde. Damit ist das ursprünglich slawisch besiedelte Dorf das älteste in der gesamten Region um die Müritz. Vipperow war Ende des 12. Jahrhunderts bedeutender als die heutigen Zentren Waren (Müritz) oder Röbel/Müritz, wovon die Restanlagen auf der Burgwallinsel künden. Hier gefundene Keramikteile gaben dem elbslawischen Keramikstil den Namen Vipperower Keramik. Die Vipperower Dorfkirche entstand um 1300 und ist die älteste der Region.
Im Dreißigjährigen Krieg verlor das Dorf zwei Drittel seiner Einwohner und erholte sich danach nur langsam.
Die Überquerung des Müritzarmes wurde von 1843 bis 1846 durch den Bau eines Erddammes realisiert. Der Bau war Teil eines Chaussee-Baus in den Großherzogtümern Mecklenburg-Schwerin und Mecklenburg-Strelitz.
Im Pfarrhaus (errichtet 1819) fand sich 1988 der „Vipperower Friedenskreis“ unter Leitung des Pfarrers Markus Meckel, des späteren (letzten) Außenministers der DDR-Regierung, zusammen. Der 1977 aus der DDR nach Westdeutschland übergesiedelte Schauspieler Manfred Krug besaß in der Gemeinde Vipperow ein Grundstück, welches er im Zuge seiner Übersiedlung an die Gemeinde abgab.
Der Tourismus soll in Zukunft eine noch größere Rolle in Vipperow spielen. Neben dem geplanten Neubau des Yachthafens und einer Feriensiedlung ist das Gutshaus Solzow bereits saniert und in eine Schlosspension umgewandelt worden. Gut Solzow war einst ein Allodbesitz des alten mecklenburgischen Adelsgeschlecht von Bülow. Das Gut hatte eine Größe von ca. 515 ha. Letzte Eigentümer waren Friedrich von Bülow (1838–1920), verheiratet mit Beate von Schulse-Ludorf, dann deren Sohn Dr. jur. Wilhelm von Schulse-Bülow, respektive folgend der Erbe Gottfried Hermann von Bülow.
Zum 26. Mai 2019 fusionierte Vipperow mit der Nachgemeinde Ludorf zur neuen Gemeinde Südmüritz. Letzter Bürgermeister war Jürgen Schulz.

## Wappen und Flagge
Die Gemeinde Vipperow führte Wappen, Flagge und Dienstsiegel. Das Wappen wurde durch den Innenminister von Mecklenburg-Vorpommern am 4. Februar 2003 genehmigt und unter der Nr. 275 der Wappenrolle des Landes Mecklenburg-Vorpommern eingetragen.
Wappenbeschreibung
„Unterm grünen Schildhaupt in Gold über einem blauen Schildfuß ein laufender schwarzer Eber mit silberner Bewehrung.“
Flaggenbeschreibung
„Die Flagge der Gemeinde ist quer zur Längsachse des Flaggentuchs von Grün, Gelb und Blau gestreift. Der grüne und der blaue Streifen nehmen jeweils ein Viertel, der gelbe Streifen nimmt die Hälfte der Länge des Flaggentuchs ein. In der Mitte des gelben Streifens liegt das Gemeindewappen, das zwei Drittel der Höhe und ein Drittel der Länge des Flaggentuchs einnimmt. Die Länge des Flaggentuchs verhält sich zur Höhe sich wie 5:3.“

## Sehenswürdigkeiten
- Die Dorfkirche in Vipperow ist ein frühgotischer Feldsteinbau aus dem Anfang des 14. Jahrhunderts mit einem Fachwerkturm aus dem 18. Jahrhundert. Er ist 10 bis 50 Jahre jünger als die beiden Stadtkirchen im nahen Röbel. Die Kirche verfügt in der Einrichtung über einen wertvollen Schnitzaltar von ca. 1500, in den 1970er Jahren wurden gotische Wandmalereien des Jüngsten Gerichts aus dem 14. Jahrhundert entdeckt und freigelegt.

→ Siehe auch Liste der Baudenkmale in Südmüritz

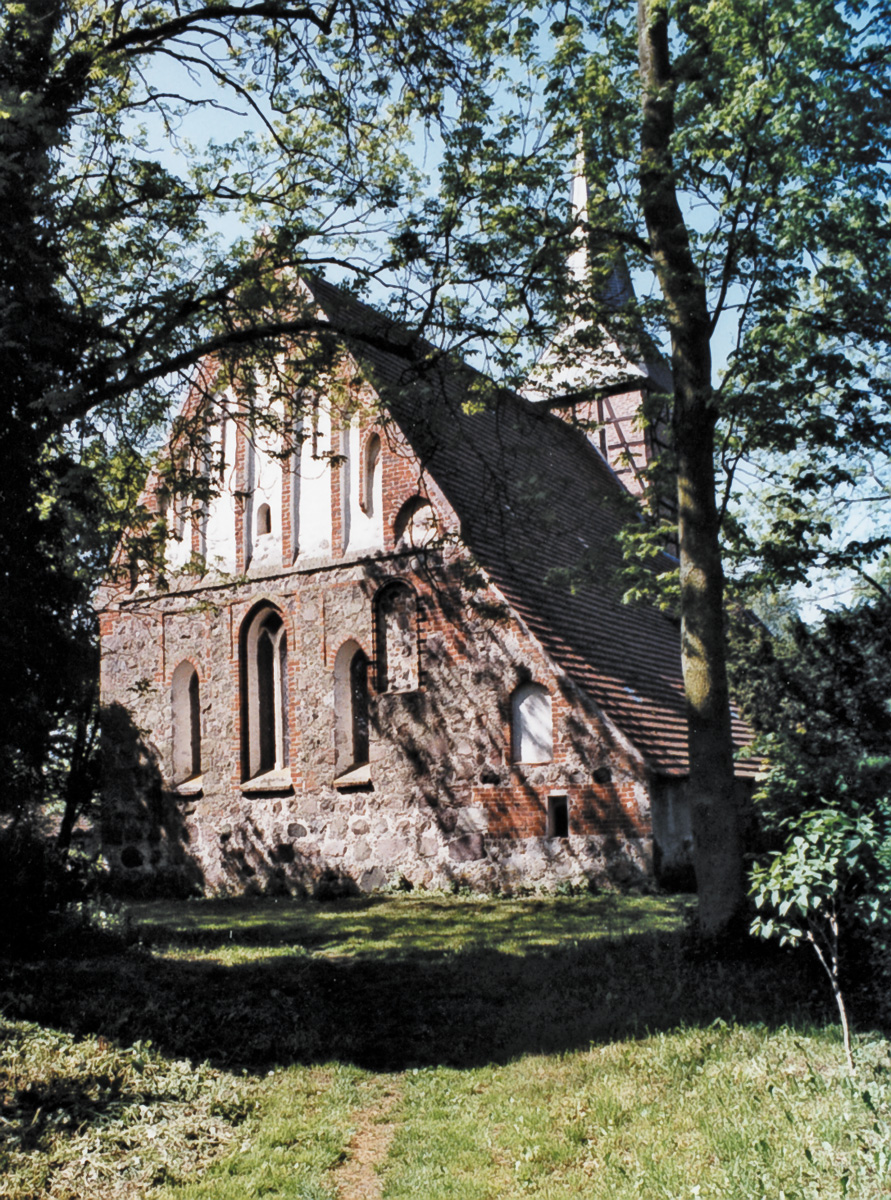
Die Dorfkirche in Vipperow, im Hintergrund erkennbar der Fachwerkturm
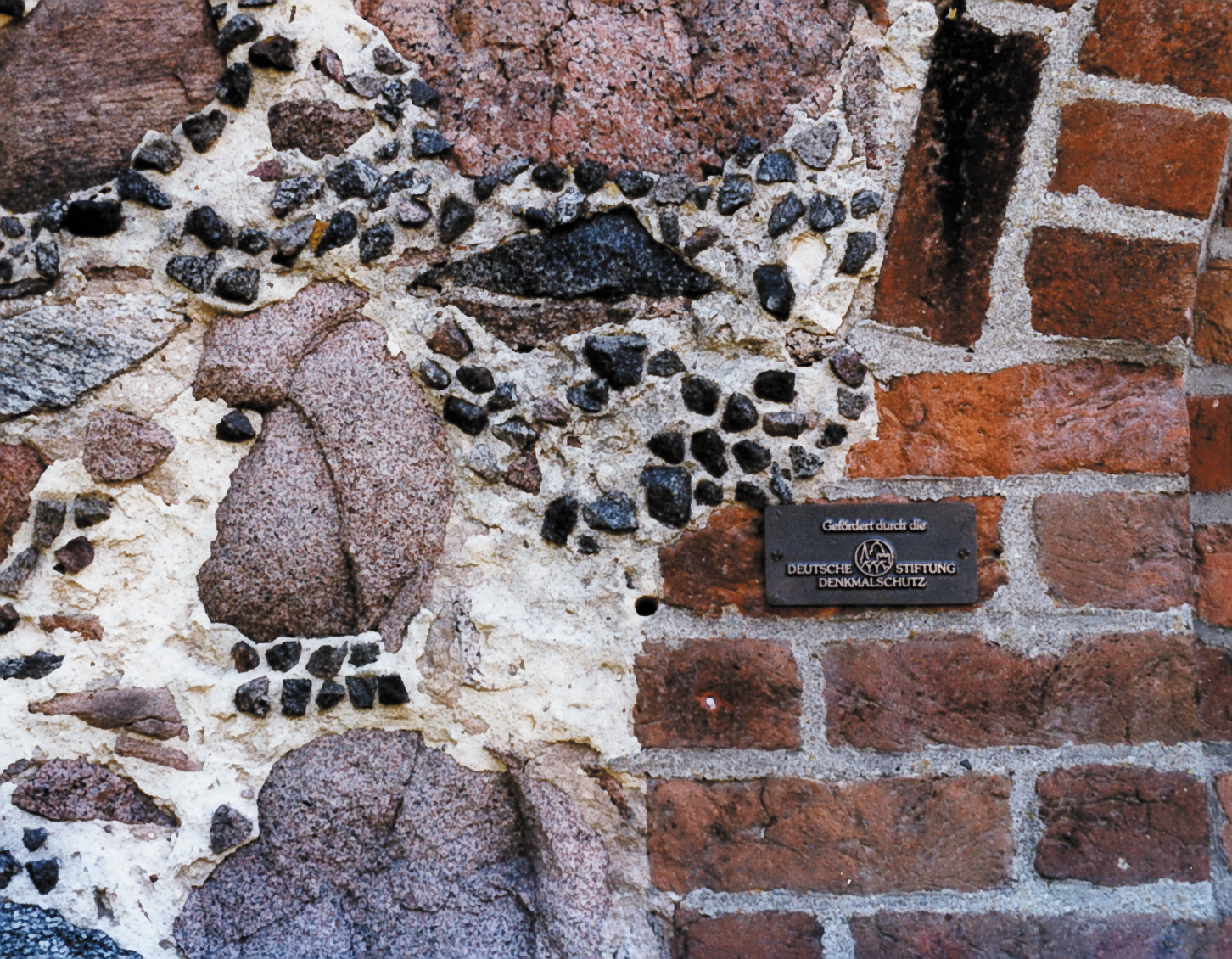
Baumaterialien (Feldsteine, Bruch, Mörtel, Backsteine) an der Dorfkirche

## Infrastruktur
Die Bundesstraße 198 von Plau am See nach Neustrelitz überquert in Vipperow den Müritzarm und ist damit die wichtigste Ost-West-Straßenverbindung im Süden Mecklenburgs. Die Autobahn-Anschlussstelle Röbel/Müritz der A 19 (Berlin–Rostock) ist etwa 16 Kilometer entfernt, der nächste Bahnhof in Mirow rund 16 Kilometer.